# Coupe de la CEMAC 2007
Navigation
Édition précédente Édition suivante
La Coupe de la CEMAC 2007 est la onzième édition de cette compétition d'Afrique centrale. Organisée au Tchad (tous les matchs se déroulent à Ndjamena), elle est remportée par le Cameroun.

## Phase de groupes
Les deux premiers de chaque groupe se qualifient pour la phase finale.

### Groupe A
| Rang | Équipe                    | Pts | J | G | N | P | Bp | Bc | Diff |  | Résultats (▼ dom., ► ext.) |  |     |     |
| ---- | ------------------------- | --- | - | - | - | - | -- | -- | ---- |  | -------------------------- |  | --- | --- |
| 1    | Tchad                     | 6   | 2 | 2 | 0 | 0 | 5  | 3  | +2   |  | Tchad                      |  | 3-2 | 2-1 |
| 2    | République centrafricaine | 1   | 2 | 0 | 1 | 1 | 2  | 3  | -1   |  | République centrafricaine  |  |     | 0-0 |
| 3    | Cameroun                  | 1   | 2 | 0 | 1 | 1 | 1  | 2  | -1   |  | Cameroun                   |  |     |     |

### Groupe B
| Rang | Équipe              | Pts | J | G | N | P | Bp | Bc | Diff |  | Résultats (▼ dom., ► ext.) |  |     |     |
| ---- | ------------------- | --- | - | - | - | - | -- | -- | ---- |  | -------------------------- |  | --- | --- |
| 1    | République du Congo | 4   | 2 | 1 | 1 | 0 | 4  | 3  | +1   |  | République du Congo        |  | 2-2 | 2-1 |
| 2    | Gabon               | 2   | 2 | 0 | 2 | 0 | 3  | 3  | 0    |  | Gabon                      |  |     | 1-1 |
| 3    | Guinée équatoriale  | 1   | 2 | 0 | 1 | 1 | 2  | 3  | -1   |  | Guinée équatoriale         |  |     |     |

## Phase finale
Le cas échéant, le score de la séance de tirs au but est indiqué entre parenthèses.
|  | Demi-finales              | Demi-finales        |                        |   | Finale       | Finale       |
|  | Demi-finales              | Demi-finales        |                        |   | Finale       | Finale       |
|  |                           |                     |                        |   |              |              |
|  | 11 mars 2007              | 11 mars 2007        |                        |   | 16 mars 2007 | 16 mars 2007 |
|  | 11 mars 2007              | 11 mars 2007        |                        |   | 16 mars 2007 | 16 mars 2007 |
|  | Tchad                     | 1                   |                        |   | 16 mars 2007 | 16 mars 2007 |
|  | Tchad                     | 1                   |                        |   | 16 mars 2007 | 16 mars 2007 |
|  | Gabon                     | 2                   |                        |   | 16 mars 2007 | 16 mars 2007 |
|  | Gabon                     | 2                   | Gabon                  | 0 |              |              |
|  | 12 mars 2007              |                     | Gabon                  | 0 |              |              |
|  |                           | République du Congo | 1                      |   |              |              |
|  | République du Congo       | République du Congo | 1                      | 4 |              |              |
|  | République du Congo       |                     |                        | 4 |              |              |
|  | République centrafricaine | 1                   |                        |   |              |              |
|  | République centrafricaine | 1                   | Match pour la 3e place |   |              |              |
|  |                           |                     |                        |   |              |              |
|  | 15 mars 2007              |                     |                        |   |              |              |
|  |                           |                     |                        |   |              |              |
|  | Tchad                     | 1 (a.p.)            |                        |   |              |              |
|  | Tchad                     | 1 (a.p.)            |                        |   |              |              |
|  | République centrafricaine | 0                   |                        |   |              |              |
|  | République centrafricaine | 0                   |                        |   |              |              |

| Vainqueur de la Coupe de la CEMAC 2007 : République du Congo Deuxième titre |